# حسینکی
حسینکی، روستایی از توابع بخش چغادک شهرستان بوشهر در استان بوشهر ایران است.

## جمعیت
این روستا در دهستان چاه‌کوتاه قرار داشته و بر اساس سرشماری سال ۱۳۸۵ جمعیت آن ۵۰۴ نفر (۱۱۶خانوار) بوده‌است.